# Chalaines
Chalaines est une commune française située dans le département de la Meuse, en région Grand Est.

## Géographie

### Situation
Les communes proches de Chalaines sont : Vaucouleurs à 1,2 km ; Rigny-la-Salle à 2,3 km ; Rigny-Saint-Martin à 2,5 km ;  Neuville-lès-Vaucouleurs à 2,7 km.

#### Communes limitrophes
Le territoire de la commune est limitrophe de ceux de  communes :
| Vaucouleurs              | Rigny-la-Salle | Rigny-Saint-Martin |
| Vaucouleurs              | Chalaines      |                    |
| Neuville-lès-Vaucouleurs | Sepvigny       | Gibeaumeix         |

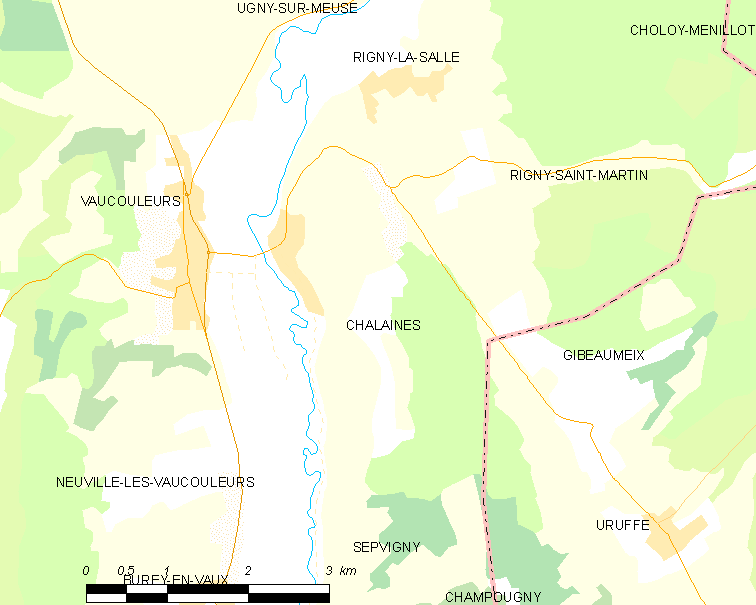
Carte de la commune.
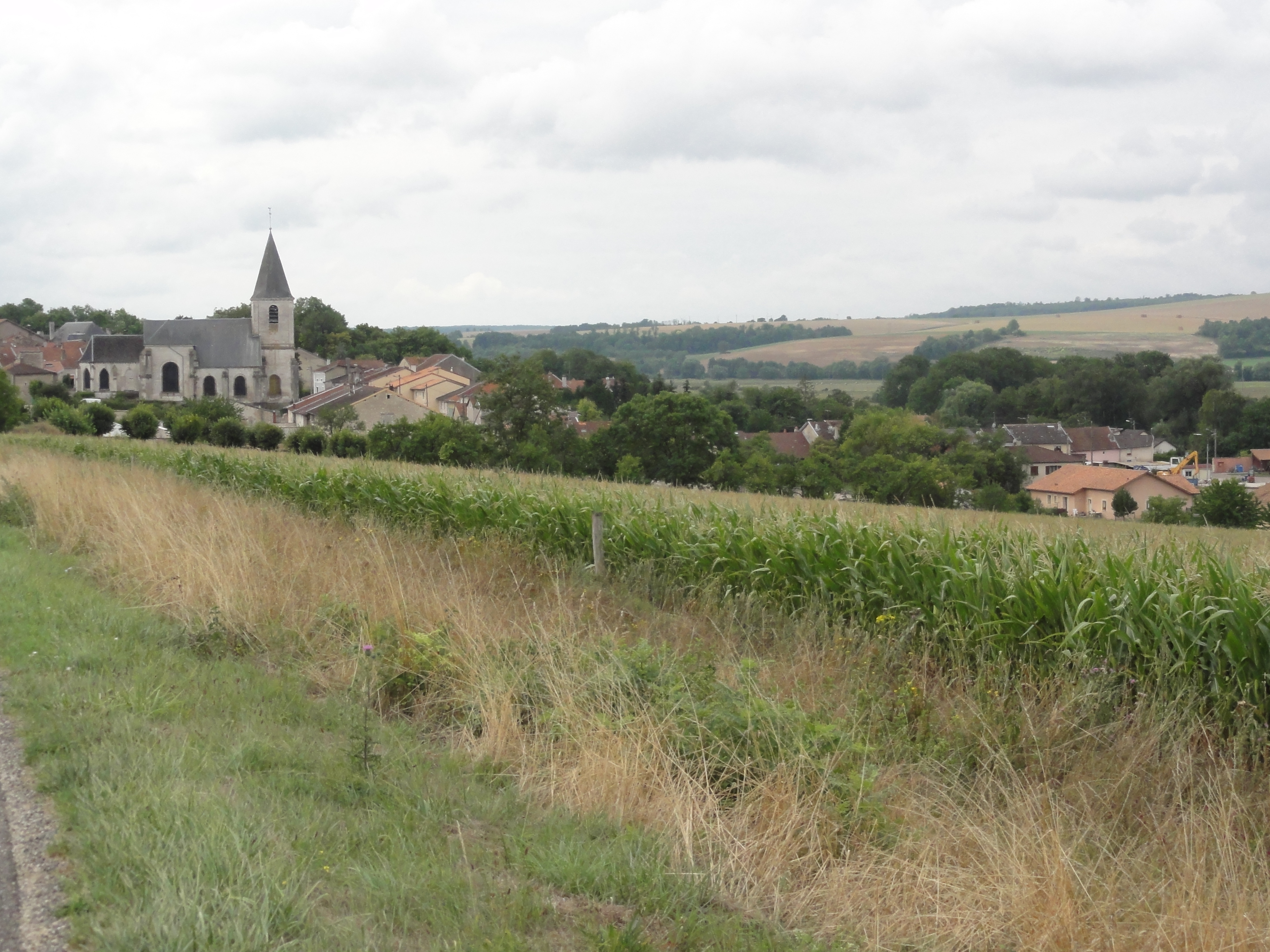
Le village vue de loin.
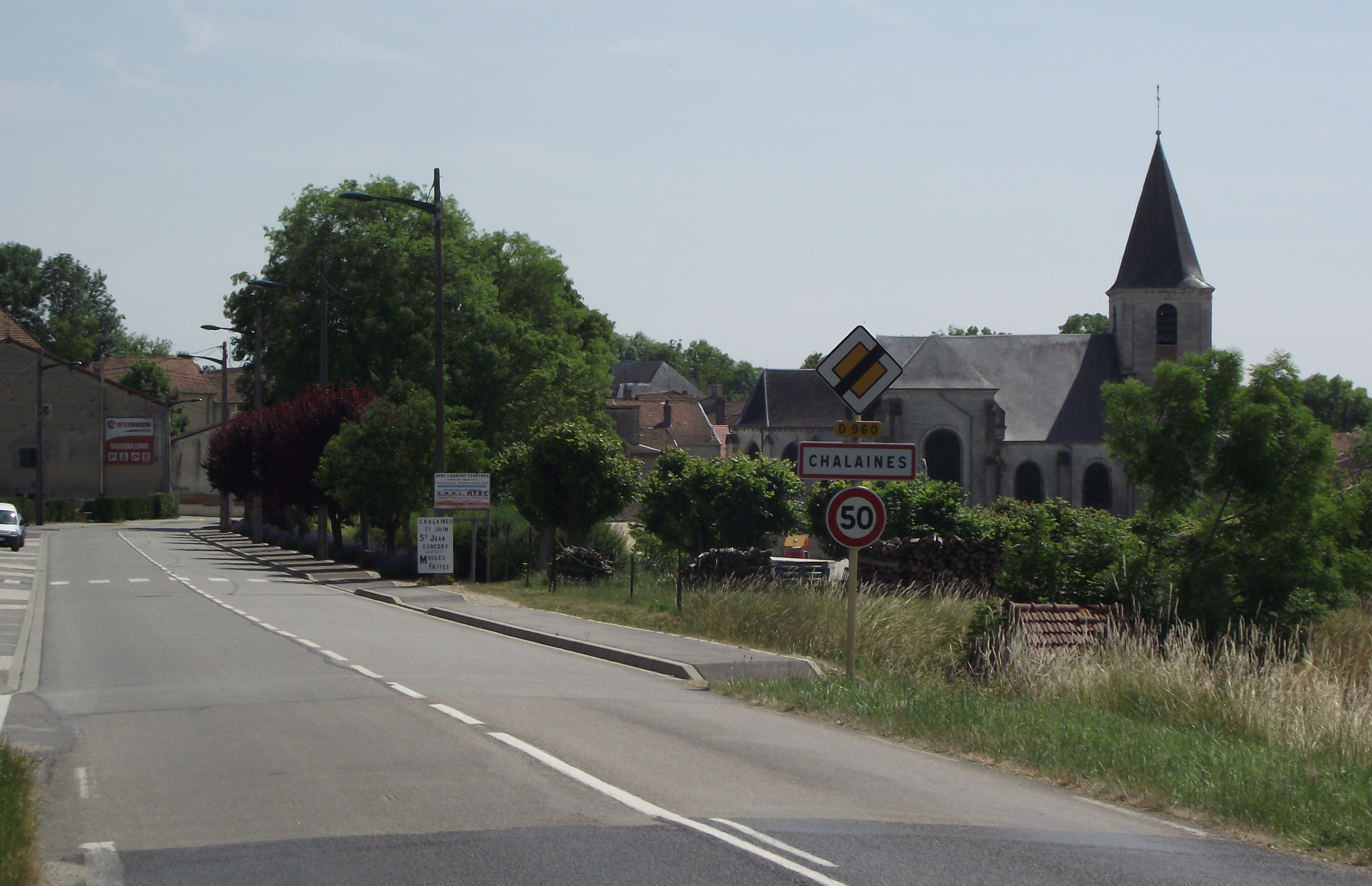
Entrée de Chalaines et l'église de la Nativité-de-la-Bienheureuse-Vierge-Marie.

### Hydrographie
La commune est dans le bassin versant de la Meuse au sein du bassin Rhin-Meuse. Elle est drainée par la Meuse,.
La Meuse, d'une longueur de 486 km, est un fleuve européen qui prend sa source en France, dans la commune du Châtelet-sur-Meuse, à 409 mètres d'altitude, et se jette dans la mer du Nord après un cours long d'approximativement 950 kilomètres traversant la France, la Belgique et les Pays-Bas. Les caractéristiques hydrologiques de la Meuse sont données par la station hydrologique située sur la commune de Vaucouleurs. Le débit moyen mensuel est de 19,3 m3/s. Le débit moyen journalier maximum est de 657 m3/s, atteint lors de la crue du 30 décembre 2001. Le débit instantané maximal est quant à lui de 697 m3/s, atteint le même jour.

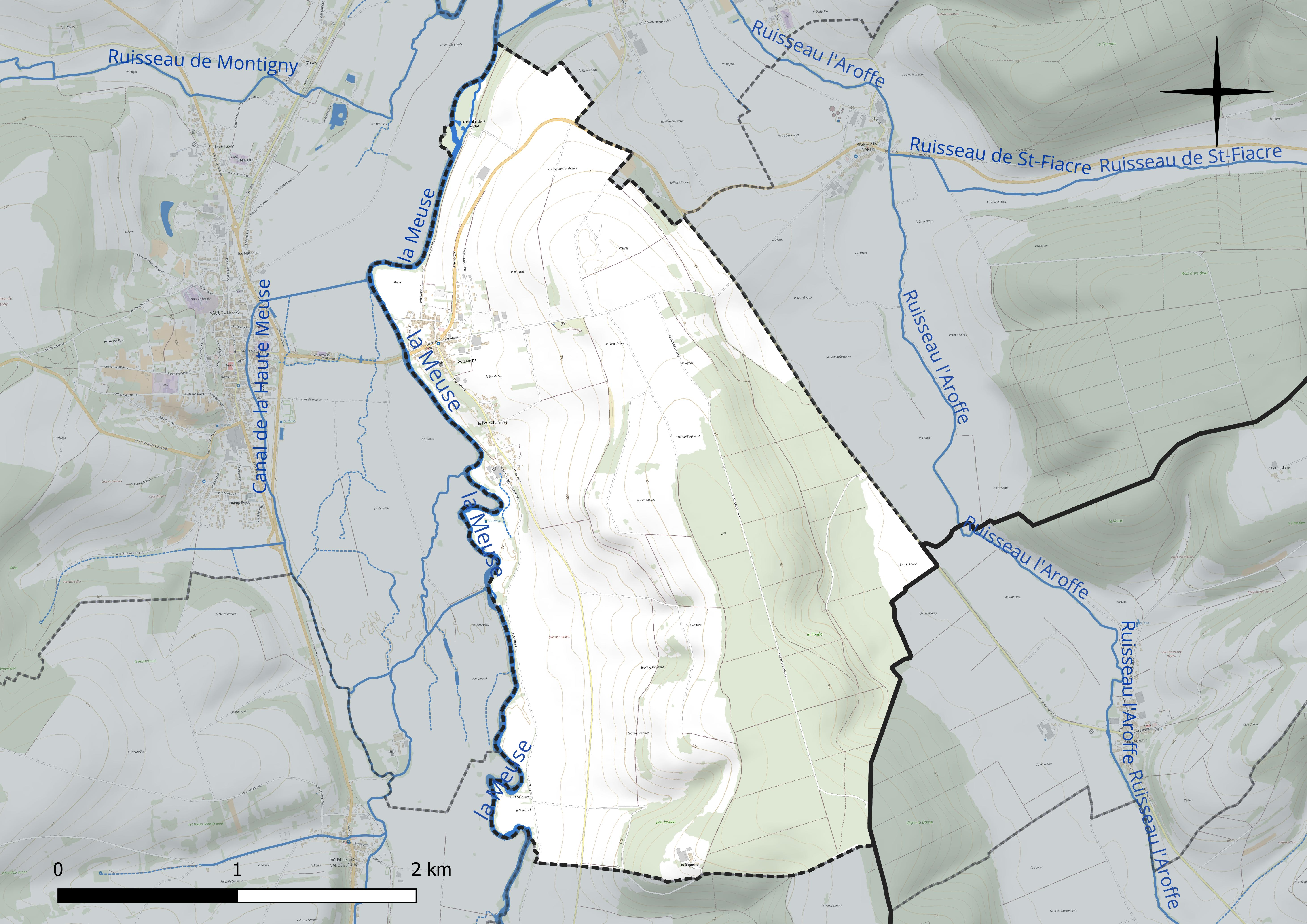
Réseau hydrographique de Chalaines.

### Climat
Pour des articles plus généraux, voir Climat du Grand Est et Climat de la Meuse.
En 2010, le climat de la commune est de type climat des marges montargnardes, selon une étude du Centre national de la recherche scientifique s'appuyant sur une série de données couvrant la période 1971-2000. En 2020, Météo-France publie une typologie des climats de la France métropolitaine dans laquelle la commune est exposée à un climat océanique altéré et est dans la région climatique  Lorraine, plateau de Langres, Morvan, caractérisée par un hiver rude (1,5 °C), des vents modérés et des brouillards fréquents en automne et hiver. 
Pour la période 1971-2000, la température annuelle moyenne est de 9,7 °C, avec une amplitude thermique annuelle de 16,5 °C. Le cumul annuel moyen de précipitations est de 919 mm, avec 13,2 jours de précipitations en janvier et 9,3 jours en juillet. Pour la période 1991-2020, la température moyenne annuelle observée sur la station météorologique de Météo-France la plus proche, « Nancy-Ochey », sur la commune d'Ochey à 19 km à vol d'oiseau, est de 10,5 °C et le cumul annuel moyen de précipitations est de 810,4 mm. 
La température maximale relevée sur cette station est de 39,6 °C, atteinte le 25 juillet 2019 ; la température minimale est de −19,1 °C, atteinte le 12 janvier 1987,,. 
Les paramètres climatiques de la commune ont été estimés pour le milieu du siècle (2041-2070) selon différents scénarios d'émission de gaz à effet de serre à partir des nouvelles projections climatiques de référence DRIAS-2020. Ils sont consultables sur un site dédié publié par Météo-France en novembre 2022.

## Urbanisme

### Typologie
Au 1er janvier 2024, Chalaines est catégorisée commune rurale à habitat dispersé, selon la nouvelle grille communale de densité à sept niveaux définie par l'Insee en 2022.
Elle est située hors unité urbaine et hors attraction des villes,.

### Occupation des sols
L'occupation des sols de la commune, telle qu'elle ressort de la base de données européenne d’occupation biophysique des sols Corine Land Cover (CLC), est marquée par l'importance des territoires agricoles (62,9 % en 2018), une proportion identique à celle de 1990 (62,9 %). La répartition détaillée en 2018 est la suivante : 
terres arables (45,6 %), forêts (32,8 %), prairies (14,9 %), zones urbanisées (4,3 %), zones agricoles hétérogènes (2,4 %). L'évolution de l’occupation des sols de la commune et de ses infrastructures peut être observée sur les différentes représentations cartographiques du territoire : la carte de Cassini (XVIIIe siècle), la carte d'état-major (1820-1866) et les cartes ou photos aériennes de l'IGN pour la période actuelle (1950 à aujourd'hui).

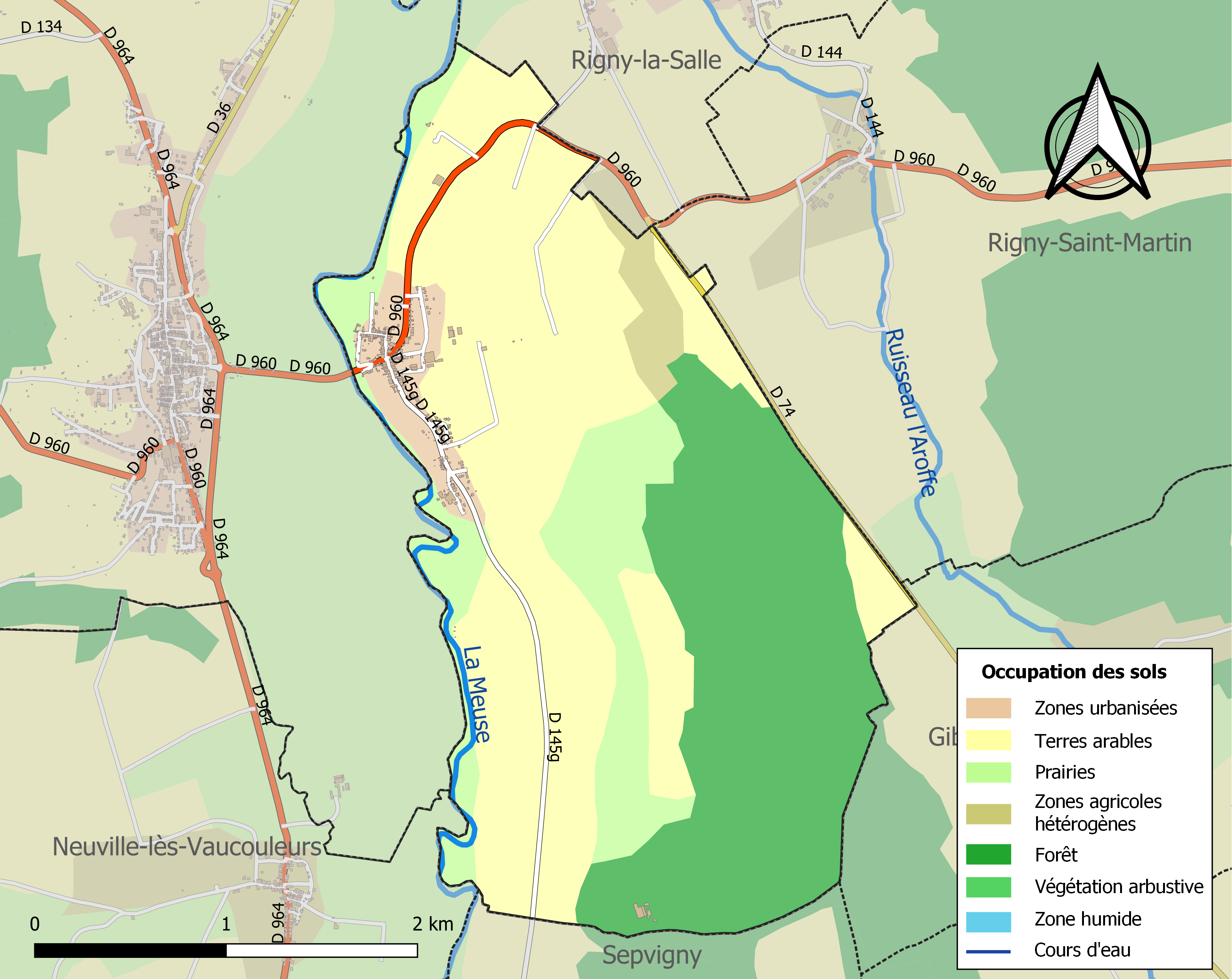
Carte des infrastructures et de l'occupation des sols de la commune en 2018 (CLC).

## Toponymie
- Anciennes mentions : Chalaines (1340) ; Chalainnes-la-Vieille (XIVe siècle) ; Chaleine (1700) ; Chalaine (1711)[17].

- Selon Littré, chalaine désigne en Lorraine, des « terrains calcaires », c'est le cas ici. Selon Ernest Nègre, il s'agirait d'un nom de personne romane : Calanus suivi de -as : « terres de Calanus »[18].

## Politique et administration
| Période                                  | Période  | Identité         | Étiquette | Qualité |
| ---------------------------------------- | -------- | ---------------- | --------- | ------- |
| Les données manquantes sont à compléter. |          |                  |           |         |
| mars 2001                                | mai 2020 | Patrick Hocquart |           |         |
| mai 2020                                 | En cours | Brigitte Kercret |           |         |

## Population et société

### Démographie
L'évolution du nombre d'habitants est connue à travers les recensements de la population effectués dans la commune depuis 1793. Pour les communes de moins de 10 000 habitants, une enquête de recensement portant sur toute la population est réalisée tous les cinq ans, les populations de référence des années intermédiaires étant quant à elles estimées par interpolation ou extrapolation. Pour la commune, le premier recensement exhaustif entrant dans le cadre du nouveau dispositif a été réalisé en 2008.

En 2022, la commune comptait 304 habitants, en évolution de −5,88 % par rapport à 2016 (Meuse : −4,4 %, France hors Mayotte : +2,11 %).
| 1793 | 1800 | 1806 | 1821 | 1831 | 1836 | 1841 | 1846 | 1851 |
| ---- | ---- | ---- | ---- | ---- | ---- | ---- | ---- | ---- |
| 570  | 552  | 555  | 518  | 517  | 533  | 571  | 545  | 577  |

| 1856 | 1861 | 1866 | 1872 | 1876 | 1881 | 1886 | 1891 | 1896 |
| ---- | ---- | ---- | ---- | ---- | ---- | ---- | ---- | ---- |
| 550  | 545  | 492  | 476  | 483  | 435  | 447  | 462  | 454  |

| 1901 | 1906 | 1911 | 1921 | 1926 | 1931 | 1936 | 1946 | 1954 |
| ---- | ---- | ---- | ---- | ---- | ---- | ---- | ---- | ---- |
| 430  | 455  | 459  | 430  | 418  | 391  | 394  | 390  | 336  |

| 1962 | 1968 | 1975 | 1982 | 1990 | 1999 | 2006 | 2008 | 2013 |
| ---- | ---- | ---- | ---- | ---- | ---- | ---- | ---- | ---- |
| 329  | 292  | 256  | 281  | 291  | 297  | 318  | 324  | 326  |

| 2018 | 2022 | - | - | - | - | - | - | - |
| ---- | ---- | - | - | - | - | - | - | - |
| 312  | 304  | - | - | - | - | - | - | - |

## Culture locale et patrimoine

### Lieux et monuments

#### Édifices civils

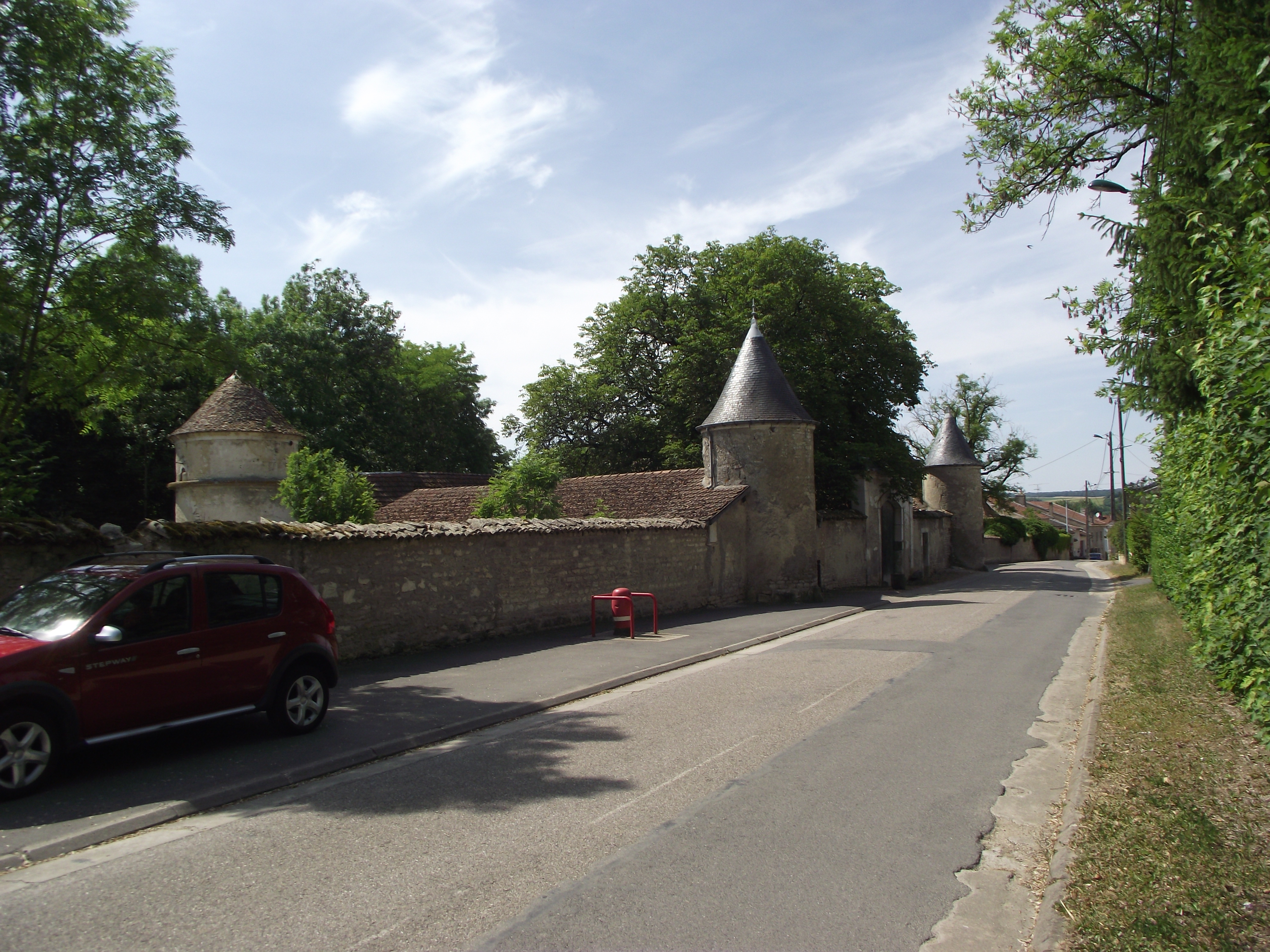
Le château vu de la route.

- Château de Chalaines : ce château fut construit en 1784 (cf. date gravée au-dessus de l'entrée principale) par Jean Baptiste Pernot, Conseiller du roi Louis XVI et procureur en la juridiction des traites de Vaucouleurs. Son épouse, Marie était la sœur du baron Louis, ministre des Finances sous la Restauration et sous Louis Philippe. Le château resta dans la famille Pernot jusqu'en 1844. Il fut alors vendu au consul honoraire de Russie Fabin, puis à la famille Gillon. Le domaine du Château est inscrit au titre des monuments historiques depuis 1992[24] pour la conciergerie, les communs et la ferme.
- Fontaine au Dauphin. En 1856, sur les plans de l'architecte Verneau, Jean Baptiste Bertin réalisa la fontaine. Le bassin semi-circulaire cannelé est surmonté d'un fût octogonal, décoré des chutes d'eau congelées et d'un mufle de lion dont la gueule sert pour l'écoulement de l'eau. Au-dessus du fût, un chapiteau mouluré supporte un dauphin chevauché par un enfant pointant un trident sur la tête du cétacé.
- Mairie de Chalaines.
- École primaire publique.
- Monument aux morts. Aux enfants de Chalaines morts pour la France.

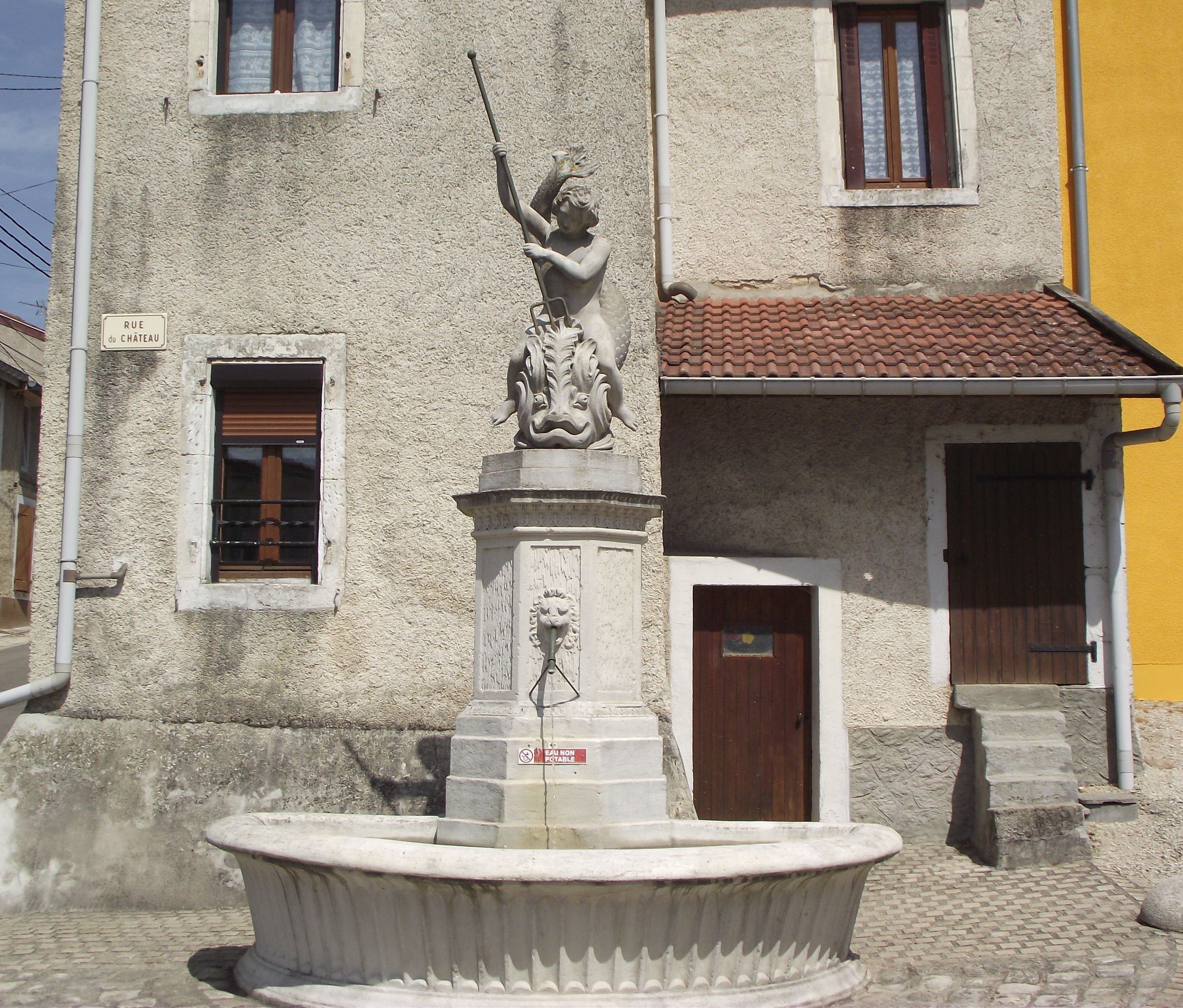
Fontaine au Dauphin.
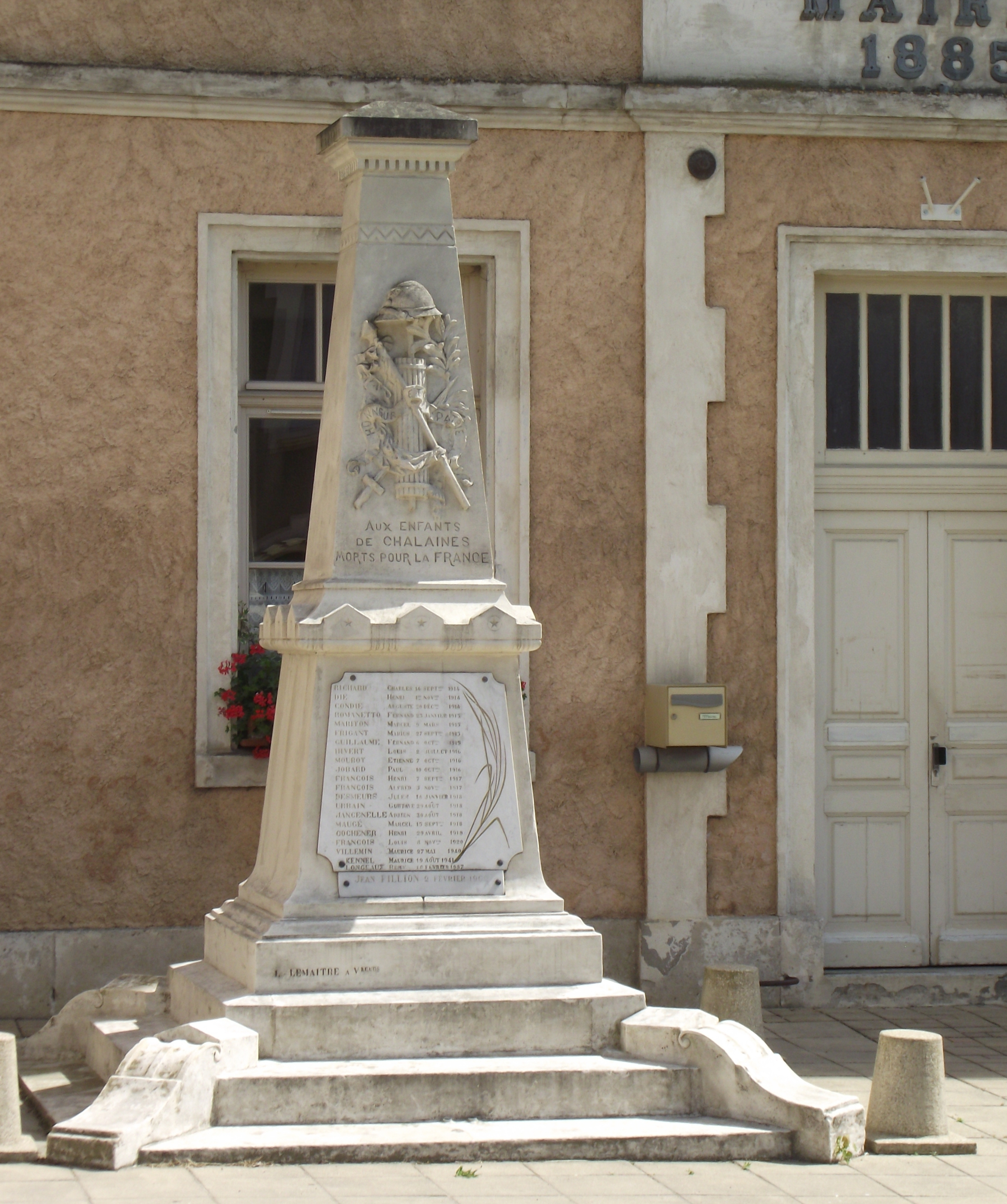
Monument aux morts.

#### Édifices religieux

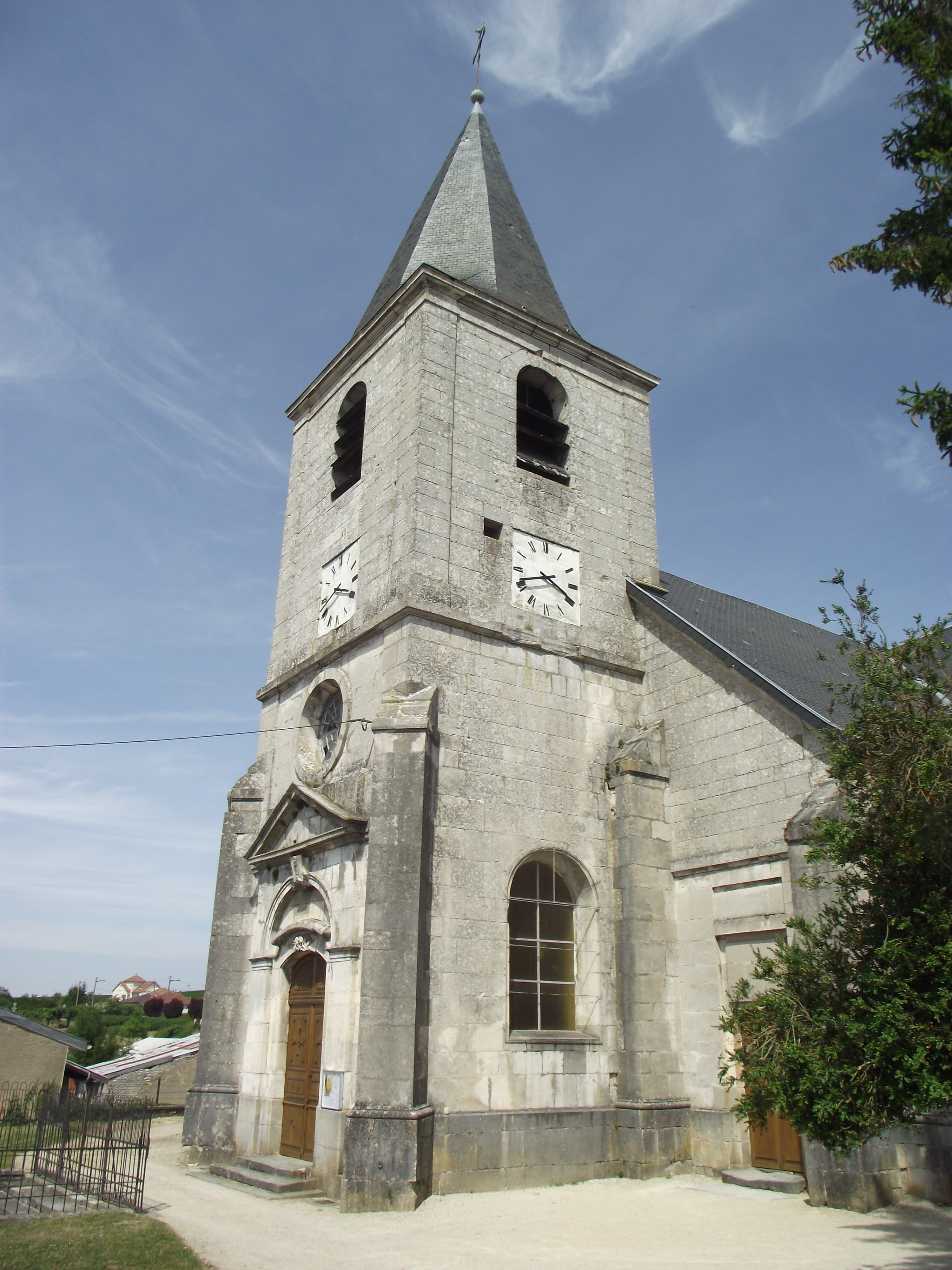
Clocher de l'église.

- Église de la Nativité-de-la-Bienheureuse-Vierge-Marie.

### Personnalités liées à la commune
- Louis Gabriel Angélique Pernot de Fontenoy (1772-1841), homme politique né à Chalaines, député de la Meuse de 1815 à 1816.
- Joseph Boulnois, organiste, sous officier, mort de la grippe espagnole à l'hôpital militaire.

### Héraldique
| [[Image:\|Blason à dessiner\|100px]] | Blason  |  |
| [[Image:\|Blason à dessiner\|100px]] | Détails |  |